# I, Assassin
I, Assassin è il sesto album discografico di Gary Numan, pubblicato dalla Beggars Banquet Records nel settembre 1982.
Trei brani dell'album originale, "Music for Chameleons", "White Boys and Heroes" e "We Take Mystery (To Bed)", sono stati pubblicati come singoli, ognuno con un buon successo nelle classifiche in Gran Bretagna. Sull'album sono presenti le versioni più lunghe di questi brani.
Dopo essersi ritirato dal palco nel 1981, Numan torna sulla scena live ad ottobre e novembre 1982 con una serie di concerti per promuovere l'album, ma solo negli Stati Uniti dove l'artista aveva preso la residenza per motivi fiscali.
Sia per la registrazione dell'album che per i concerti dal vivo Numan si avvale del musicista Pino Palladino come bassista.
Nel 2002 l'album è stato pubblicato in CD in versione rimasterizzata con alcune tracce bonus aggiuntive.

## Tracce
(Musiche e testi di Gary Numan)
1. White Boys And Heroes – 6:23
2. War Songs – 5:05
3. A Dream of Siam – 6:13
4. Music for Chameleons – 6:06
5. This Is My House – 4:52
6. I, Assassin – 5:26
7. The 1930s Rust – 3:55
8. We Take Mystery (To Bed) – 6:10
9. War Games* – 3:55
10. Glitter and Ash* – 4:42
11. The Image Is* – 5:55
12. This House Is Cold* – 5:27
13. Noise Noise* – 3:49
14. We Take Mystery* – 5:58
15. Bridge? What Bridge?* – 4:22

(*) = Tracce bonus ristampa CD 2004

## Musicisti
- Gary Numan – voce, tastiere, chitarra
- Pino Palladino – basso fretless, chitarra
- Roger Mason - sintetizzatori
- Chris Slade - batteria
- Mick Karn - basso fretless